# Helen Sawyer Hogg

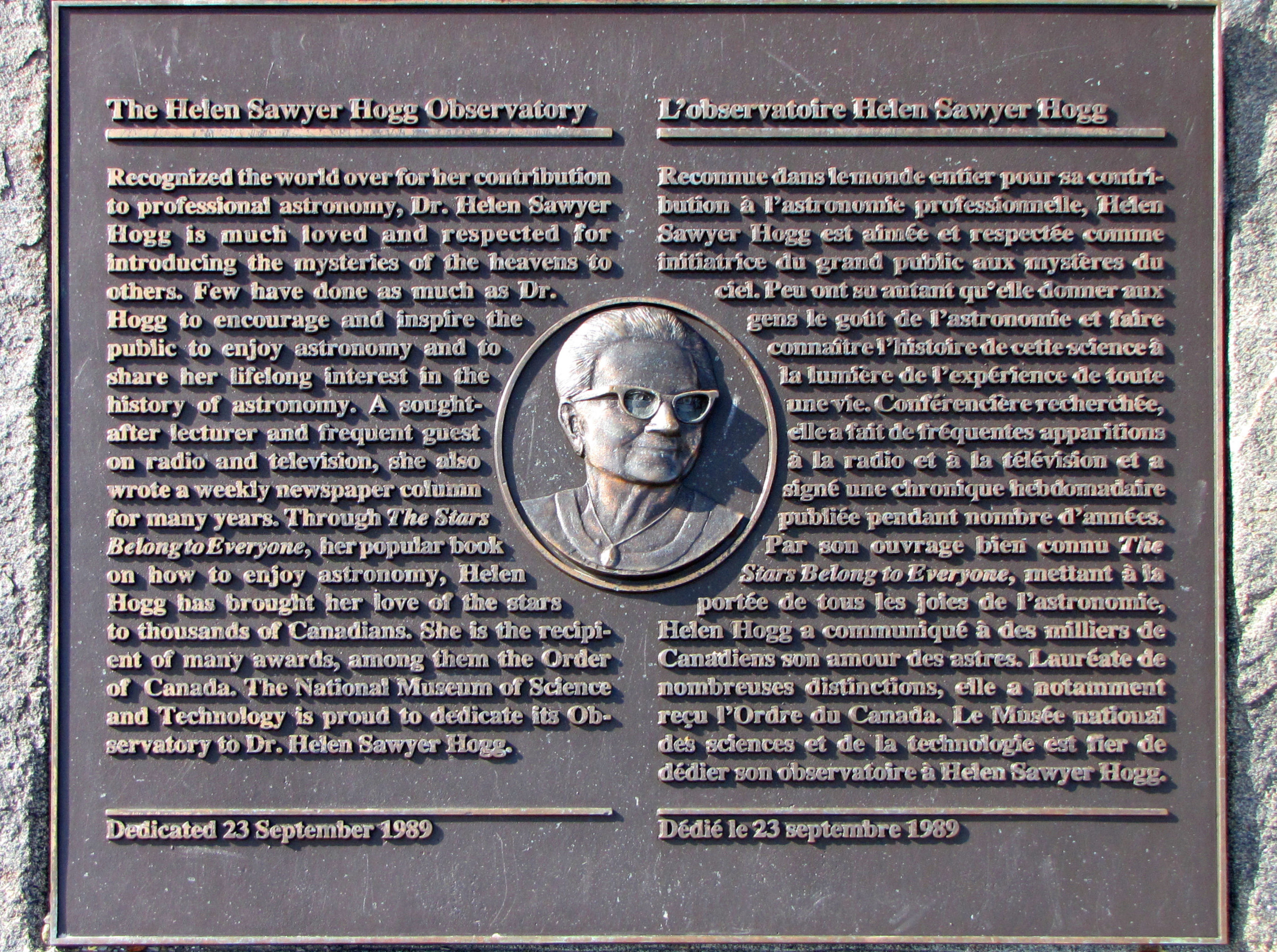
Tablica pamiątkowa Helen Sawyer Hogg w Canada Science and Technology Museum

Helen Battles Sawyer Hogg (ur. 1 sierpnia 1905, zm. 28 stycznia 1993) – amerykańsko-kanadyjska astronomka, pionierka badań nad gromadami kulistymi i gwiazdami zmiennymi. Była pierwszą kobietą przewodniczącą kilku organizacji astronomicznych i znaczącą kobietą nauki w czasach, gdy wiele uniwersytetów nie przyznawało kobietom tytułów naukowych. Pisała artykuły astronomiczne dla czasopism Toronto Star i Journal of the Royal Astronomical Society of Canada. W ciągu sześćdziesięcioletniej kariery uważano ją za „wielkiego naukowca i wspaniałego człowieka”.

## Wczesne życie
Urodzona 1 sierpnia 1905 roku w Lowell w stanie Massachusetts, Helen była drugą córką bankiera Edwarda Everetta Sawyera i byłej nauczycielki Carrie Douglass Sawyer. Uzdolniona naukowo, w wieku 15 lat ukończyła Lowell High School, ale zdecydowała się zostać jeszcze przez rok, zanim w 1922 roku wyjechała do Mount Holyoke College.

## Edukacja
Catherine Hogg po ukończeniu szkoły średniej zapisała się na studia chemiczne w Mount Holyoke College. Jednakże po uczestnictwie w zajęciach wprowadzających do astronomii prowadzonych przez dr Anne Sewell Young w 1925 roku, postanowiła zmienić kierunek swoich studiów na astronomię. Decydującym momentem było dla niej obserwowanie zaćmienia Słońca, które odbyło się 24 stycznia 1925 roku, podczas gdy dr Sewell prowadziła zajęcia w terenie. Rok później do Mount Holyoke przybyła Annie Jump Cannon, astronom z Uniwersytetu Harvarda. Hogg wymieniła te doświadczenia jako decydujące momenty, które doprowadziły ją do kariery w badaniu gwiazd.
W 1926 roku Hogg ukończyła studia licencjackie z astronomii magna cum laude w Mount Holyoke College i jesienią tego samego roku otrzymała stypendium na studia magisterskie w Harvard Observatory, przy wsparciu dr Cannon. Na Harvardzie pracowała z dr. Harlowem Shapleyem, dyrektorem programu studiów magisterskich z astronomii, a jej praca polegała na mierzeniu wielkości i jasności gromad kulistych. Hogg opublikowała kilka prac naukowych, pracując ciężko przez długie godziny, zgodnie z oczekiwaniami i etyką pracy dr. Shapleya.
W 1928 roku Hogg uzyskała tytuł magistra, a w 1931 roku doktora nauk astronomicznych w Radcliffe College, ponieważ wówczas Uniwersytet Harvarda nie przyznawał stopni naukowych kobietom. Za swoje osiągnięcia w dziedzinie astronomii otrzymała tytuły doktora honoris causa sześciu uniwersytetów kanadyjskich i amerykańskich, w tym Mount Holyoke College i Uniwersytetu w Toronto.

## Praca naukowa
Podczas studiów doktoranckich Hogg uczyła astronomii w Mount Holyoke i Smith College. Następnie przeniosła się do Dominion Astrophysical Observatory w Kolumbii Brytyjskiej, gdzie katalogowała cykliczne zmiany jasności gwiazd zmiennych, robiąc zdjęcia 72-calowym teleskopem zwierciadlanym. Jej przełomowa praca zaowocowała odkryciem 132 nowych gwiazd zmiennych w gromadzie kulistej Messier 2, które opublikowała w używanych do dziś katalogach astronomicznych. Hogg dokonała tego wszystkiego jako wolontariuszka asystująca mężowi, ponieważ Dominium Astrophysical Observatory nie zaoferowało jej pracy.
W 1935 roku Hogg przeniosła się na Uniwersytet w Toronto, gdzie kontynuowała swoją pracę fotografując gromady kuliste i identyfikując tysiące gwiazd zmiennych. Opublikowała trzy katalogi, w tym Catalogue of 1116 Variable Stars in Globular Clusters w 1939 roku i wykorzystała relację okres pulsacji – jasność absolutna gwiazd zmiennych (cefeid) do lepszego zrozumienia wieku, wielkości i struktury Drogi Mlecznej.
Hogg była jedną z pierwszych astronomek, która pod koniec lat 30. XX wieku podróżowała i pracowała na całym świecie, aby rozwijać swoje badania, ponieważ obserwowane przez nią gromady kuliste były najlepiej widoczne z półkuli południowej.
W latach 1939–1941 Hogg była prezesem American Association of Variable Star Observers i pełniła obowiązki przewodniczącej wydziału astronomii w Mount Holyoke. Następnie wróciła do Obserwatorium Davida Dunlapa, gdzie wykładała na Uniwersytecie w Toronto i awansowała na stanowisko asystenta, współpracownika i profesora zwyczajnego. W trakcie swojej kariery naukowej Hogg opublikowała ponad 200 prac i była wiodącym autorytetem w dziedzinie astronomii.

## Inna działalność
Hogg nie ograniczała się do publikowania swojej specjalności astronomicznej – gwiazd zmiennych w gromadach kulistych. Pisała również kolumnę pt. Out of Old Books o historii astronomii w Journal of the Royal Astronomical Society of Canada i przez 30 lat pisała cotygodniową kolumnę With the Stars w Toronto Star. Hogg spopularyzowała astronomię dzięki swojej książce pt. The Stars Belong to Everyone z 1976 r., ośmioodcinkowemu serialowi telewizyjnemu w kanadyjskiej telewizji edukacyjnej z 1970 r. oraz roli prezesa-założyciela Kanadyjskiego Towarzystwa Astronomicznego. Aktywnie wspierała również kobiety w nauce.
Oprócz działalności popularyzatorskiej i uświadamiającej, Hogg przewodniczyła kilku kanadyjskim organizacjom astronomicznym i naukowym, a w latach 1968–1978 była członkiem zarządu Bell Telephone Company of Canada. Była również dyrektorem programu astronomicznego National Science Foundation i pomagała w ustaleniu lokalizacji Narodowego Obserwatorium Radioastronomicznego oraz Narodowego Obserwatorium Kitt Peak w 1955 roku. W 1960 r. została pierwszą kobietą przewodniczącą sekcji nauk fizycznych Royal Society of Canada, a także pierwszą kobietą przewodniczącą Royal Canadian Institute w latach 1964–1965.

## Życie osobiste
W 1930 roku Hogg poślubiła Franka Scotta Hogga, studenta astronomii na Harvardzie, a w 1931 roku para przeniosła się do Victorii, a następnie Ontario. Mieli razem troje dzieci: Sally, urodzoną w 1932 roku, Davida, urodzonego w 1936 roku i Jamesa, urodzonego w 1937 roku. Hogg kontynuowała swoją pracę obserwacyjną, zabierając śpiącą córkę w nocy do obserwatorium w koszyku, a dyrektor obserwatorium, dr J.S. Plaskett, udzielił Hogg dalszego wsparcia, przyznając jej grant badawczy w wysokości 200 dolarów na zatrudnienie na rok pełnoetatowej gosposi.
Po śmierci męża w 1951 roku, Hogg przejęła wiele jego obowiązków zawodowych, dodatkowo wychowując dzieci. Później wyszła za mąż za F.E.L. Priestleya, kolegę i emerytowanego profesora języka angielskiego na Uniwersytecie w Toronto, który zmarł w 1988 roku.
Helen Sawyer Hogg zmarła na atak serca 28 stycznia 1993 roku w Richmond Hill. Nekrolog został opublikowany w Journal of the Royal Astronomical Society of Canada w uznaniu jej znaczących zasług dla fizyki i astronomii.

## Nagrody i wyróżnienia

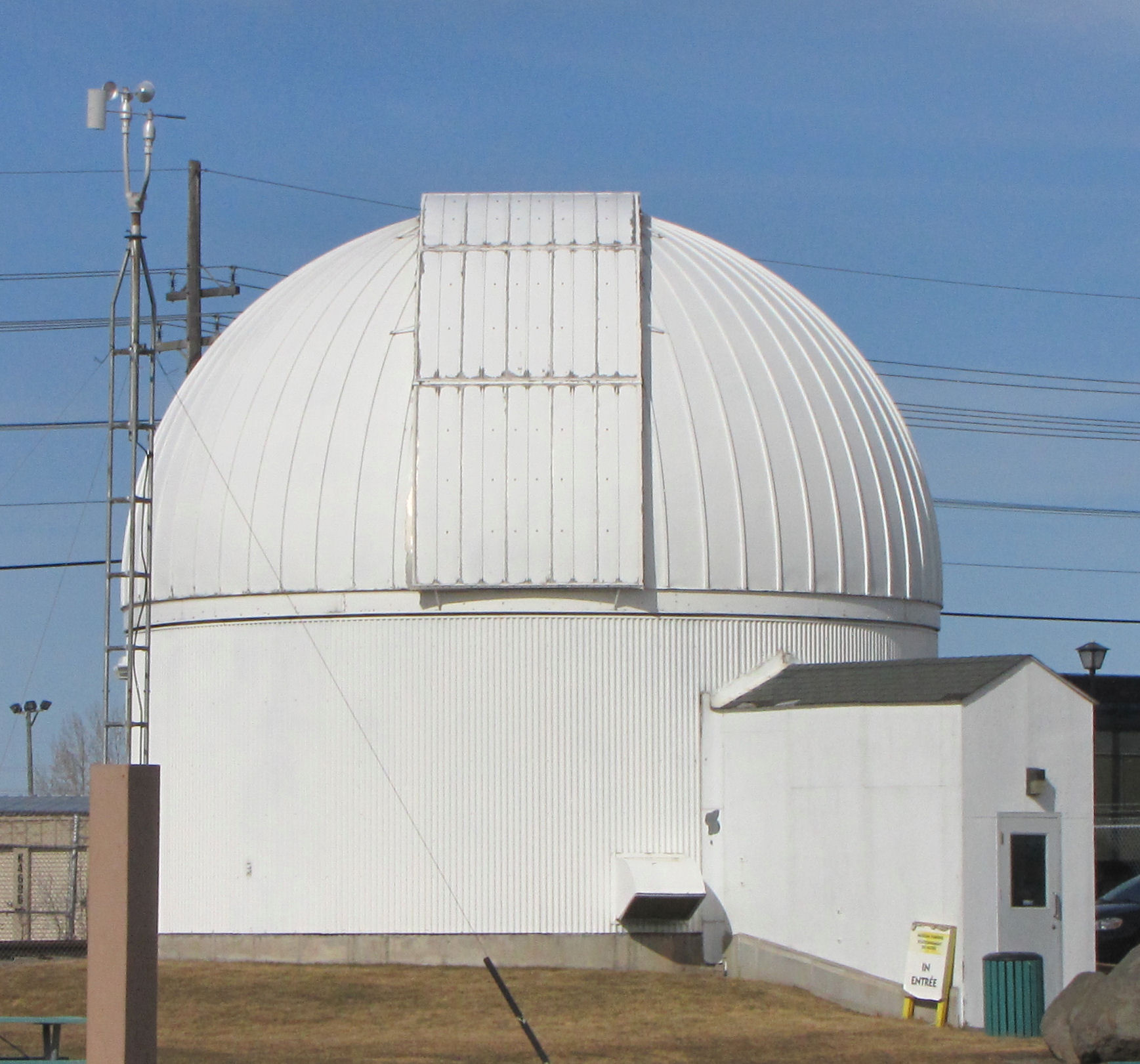
The Helen Sawyer Hogg Observatory

### Nagrody
- Annie J. Cannon Award in Astronomy przyznana przez American Astronomical Society (1949)[10];
- Klumpke-Roberts Award (1984)[4];
- Sandford Fleming Award (1985)[11];
- Srebrny medal Rittenhouse Astronomical Society (1967)[6];
- Canadian Centennial Medal (1967)[12];

### Wyróżnienia i dedykacje
- Otrzymała Order Kanady najpierw w randze Officer (1968), następnie w randze Companion (1976)[3];
- Jej imieniem nazwano asteroidę (2917) Sawyer Hogg[13];
- Narodowe Muzeum Nauki w Ottawie jest nazwane jej imieniem[4], podobnie jak nieistniejący już teleskop Uniwersytetu w Toronto w Obserwatorium Las Campanas w Chile[14];
- W 2004 roku Hogg została pośmiertnie włączona do Canadian Science and Engineering Hall of Fame[15];
- Uniwersytet w Waterloo w Ontario w Kanadzie oferuje stypendium Helen Sawyer Hogg dla studentów astronomii. Wartość stypendium wynosi 500 dolarów[16].